# 호세 마리아 피게레스 올센
호세 마리아 피게레스 올센(스페인어: José María Figueres Olsen, 1954년 12월 24일 ~ )은 코스타리카의 사업가이자 전 정치인이었다. 1994년부터 1998년까지 코스타리카의 대통령을 지냈으며, 현재 Club de Madrid의 일원이다.
산호세에서 스페인인 아버지 호세 마리아 피게레스 페레르와 덴마크인 어머니 카렌 올센 베크 사이에서 태어났다. 부친은 과거 3선 대통령을 지낸 바 있다. 라루차에서 어린 시절을 보냈고, 세실리아 오를리치 피게레스 공립학교를 다녔다. 이후 산호세로 돌아와서 고등 교육을 받는다. 미군 사관학교를 졸업한 뒤, 하버드 케네디 스쿨에서 공부를 했다.
이후 정치 활동에 전념하기 시작하였고, 오스카르 아리아스 정부 하에서 외교통상장관과 농업장관을 역임했다. 민족해방당(PLN)에 합류하였으며, 그 정당의 일원으로 1994년 대선에 출마하였다. 이 대선에서 기독교사회통합당 출신 후보를 물리치고 당선되었다. 이로써 그는 중미 역사상 최연소 대통령이 되었다. 그는 대통령으로 재직하면서, 시장 경제 추진, 사회의 통합, 사회와 자연의 조화를 추진하였다. 또한 적극적인 시장 개방 등 광범위한 개혁정책을 실시했다.
현재는 정계에서 은퇴했으며, 환경보호, 경제발전, 라틴아메리카 삶의 질 향상 등을 위해 코스타리카 기금을 창설했다.